# Cs-Korrektor
Der Cs-Korrektor ist eine Vorrichtung zur Korrektur sphärischer Aberrationen, Cs, in der Optik geladener Teilchen (Elektronenoptik, Ionenoptik). Die Entwicklung solcher Systeme wurde vor allem durch Einsatzmöglichkeiten auf dem Gebiet der Elektronenmikroskopie vorangetrieben.

## Sphärische Aberration im Elektronenmikroskop
In teilchenoptischen System kommen rotationssymmetrische Linsen zum Einsatz, die meist einen magnetostatischen, seltener einen elektrostatischen Aufbau haben. Die Theorie der Elektronenoptik zeigt, dass rotationssymmetrische elektromagnetische Linsen mit zeitlich konstanten Feldern prinzipbedingt nicht ohne sphärische Aberrationen hergestellt werden können. Der Koeffizient der sphärischen Aberration einer magnetischen rotationssymmetrischen Linse hängt von der maximalen Feldstärke in der Linse ab. Diese ist durch das Sättigungsverhalten des für die Linse benutzten Materials begrenzt.

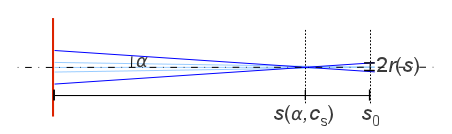
Cs EM 01 png

Die niedrigste Ordnung der sphärischen Aberrationen ist die dritte, hierbei wird Bezug auf die Abhängigkeit der Querabweichung {\displaystyle r_{s}} vom Öffnungswinkel {\displaystyle \alpha } genommen (vgl. auch sphärische Aberration, dort wird aber die durch die Aberration gegebene Änderung der Schnittweite betrachtet). Für kleine {\displaystyle \alpha } ergibt sich:
{\displaystyle r_{\rm {s}}=c_{\rm {s}}\alpha ^{3}}
Die sphärische Aberration dritter Ordnung ist bei kleinen {\displaystyle \alpha } bestimmend und gleichzeitig am einfachsten zu korrigieren. Das Auflösungsvermögen des Elektronenmikroskops wird von {\displaystyle r_{\rm {s}}(\alpha )} der Objektivlinse bestimmt. Dieser Wert wird mit dem Öffnungswinkel größer, die Auflösung also schlechter. Andererseits muss man aufgrund des Beugungskriteriums für höhere Auflösungen mit größeren Öffnungswinkeln arbeiten. Hieraus ergibt sich ein Optimum des Öffnungswinkels in der Größenordnung unterhalb 0,01 (0,01 rad), der genaue Wert hängt von der Größe des sphärischen Aberrationskoeffizienten ab. Die Auflösungsgrenze liegt dabei beugungsbedingt bei maximal etwa dem 60-fachen der Elektronenwellenlänge (Beispiel: Wellenlänge 0,0037 nm bei 100 keV Elektronenenergie, erreichbare Auflösung etwa 0,2 nm). Die Auflösungsgrenze hängt außerdem auch von der Kohärenz der Elektronen ab. Daher ist die Verringerung der sphärischen Aberration entscheidend für die Verbesserung des Auflösungsvermögens von Transmissionselektronenmikroskopen.

## Funktionsweise
Während in der Lichtoptik die Korrektur sphärischer Aberrationen durch Wahl eines geeigneten rotationssymmetrischen Linsensystems mit asphärischer Linsengeometrie erreicht werden kann, lässt sich in der Teilchenoptik das Feld rotationssymmetrischer Linsen nicht so gestalten, dass die Aberrationen verschwinden. Durch Einsatz magnetischer Multipolelemente im Strahlengang lassen sich die Abbildungsfehler so kompensieren, dass der nutzbare Öffnungswinkel der Optik größer wird. Dies gelingt nur computerbasiert mittels Analyse der ursprünglichen Fehler und genauester Ansteuerung der Multipole. Die Multipolelemente dürfen dabei konstruktiv bedingt auch nicht Teil der zu korrigierenden Linse sein. 
Derzeit sind Hexapol- sowie Quadrupol-Octupol-Korrektoren gebräuchlich. Mit steigender Anzahl der Pole treten in den Feldverläufen in der x-y-Ebene (d. h. senkrecht zur optischen Achse, z) Glieder höheren Grades auf, was zu Aberrationskoeffizienten höherer Ordnung führt, die ihr Vorzeichen in der x-y-Ebene entsprechend ihrer Symmetrie wechseln: Octupole mit n=8 haben in vier Oktanten einen negativen Aberrationskoeffizient und in den vier dazwischenliegenden Oktanten einen positiven. Wir nehmen an, die Oktanten positiven Querschnittes liegen genau in x- bzw. y-Richtung. Mittels Quadrupolen kann dann der Elektronenstrahl einmal zu einem Linienfokus in x-Richtung und einmal zu einem in y-Richtung geformt und so durch jeweils einen Oktupol geschickt werden. Danach wird der Strahl von einem weiteren Quadrupol wieder rund geformt und hat dann insgesamt eine negative sphärische Aberration, die die positive Aberration des Objektivs ausgleicht. Da die Oktupole ebenfalls 4-zähligen Astigmatismus verursachen, wird zu dessen Korrektur ein dritter Oktupol eingesetzt, durch den der Strahl rund und mit relativ geringem Durchmesser geführt wird.

## Anwendung

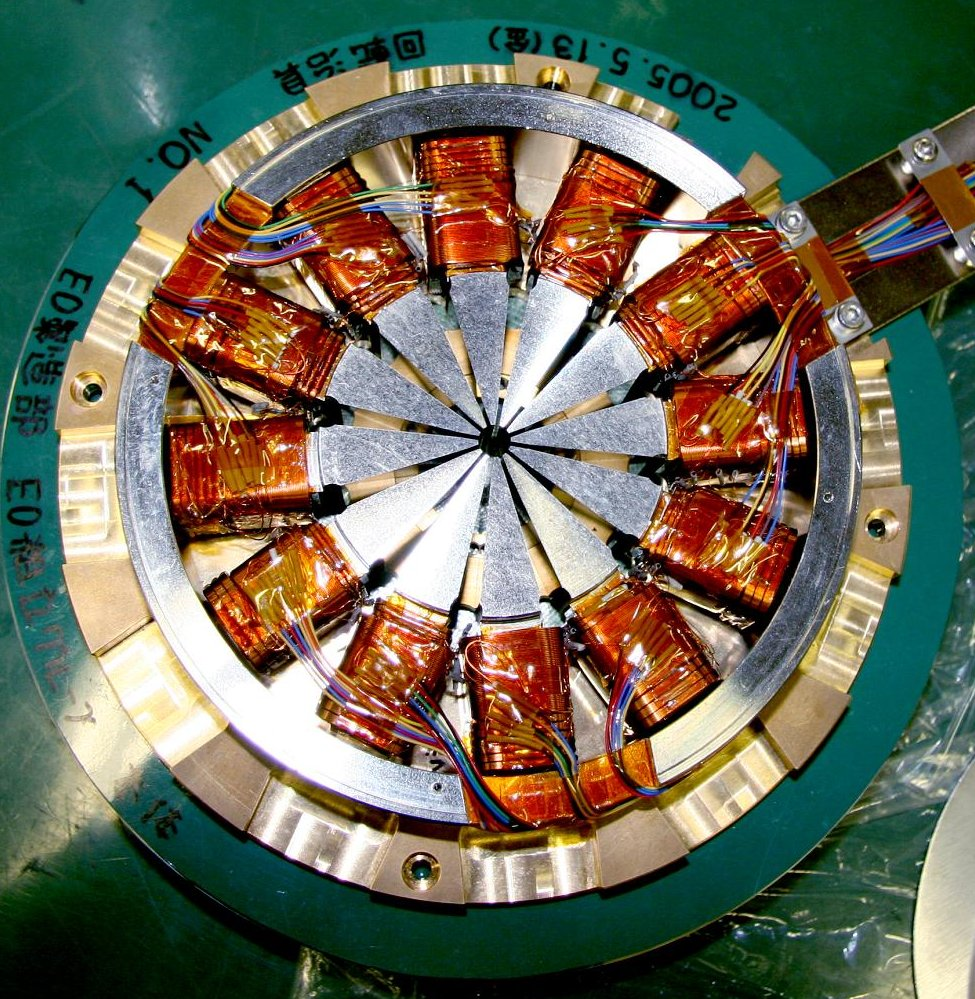
Magnete eines STEM Cs-Korrektors dritter Ordnung

Die Grenze des Auflösungsvermögens von Transmissionselektronenmikroskopen ohne Cs-Korrektor liegt in Festkörpern etwa im Bereich der Atomabstände (typisch um 0,2 nm). Aufgrund der Wechselwirkung der Elektronen mit dem Festkörper kann man mit einem Transmissionselektronenmikroskop (TEM) oder Rastertransmissionselektronenmikroskop (STEM) generell keine einzelnen Atome eines Festkörpers abbilden, sondern in einer einfachen Vorstellung nur die Projektion der Atomkerne (bzw. ihrer elektrischen Potentiale) in Richtung des Elektronenstrahles. 
Betrachtet man z. B. aus großer Entfernung eine regelmäßige Anordnung von Kugeln in einem Drahtgitter, so blickt man aus bestimmten Richtungen auf genau hintereinanderliegende Kugeln (sogenannte Säulen). Aus leicht abweichenden Richtungen überlagern sich diese Säulen im Bild und verdecken sich gegenseitig. Aber auch die Richtungen, aus denen Säulen zu sehen sind (den sogenannten Zonenachsen des Kristalls), unterscheiden sich darin, unter welchem Abstand die Säulen zu sehen sind. Diese Abstände der projizierten Säulen sind in der Regel kleiner als die Kugelabstände, maximal gleich groß. Daher rührt der Bedarf, die Auflösung der TEM und STEM möglichst weit unter die eigentlichen Atomabstände zu steigern, um Kristallgitter aus möglichst vielen Richtungen und dabei die Atomsäulen getrennt abbilden zu können.
Die Cs-Korrektoren korrigieren Fehler niedriger Ordnung (die maximale Ordnung ist vorgegeben durch die Anzahl der Multipole), führen dabei aber zusätzliche Fehler höherer Ordnung ein. In der Praxis wird die nutzbare Öffnung des Mikroskopobjektivs, und damit das räumliche Auflösungsvermögen, etwa verdoppelt bis verdreifacht, sofern die Gerätestabilität dies erlaubt.
Cs-Korrektoren wurden zunächst von Zach und Haider für spezielle Niedrigenergie-Rasterelektronenmikroskopen (REMs bzw. LVSEMs), dann von Rose und Haider für TEM und von Krivanek für STEM entwickelt.